# Бодулаш
Бодулаш је ненасељено острвце у хрватском делу Јадранског мора у акваторији општине Медулин.
Острво је једно од 7 острва која се налазе пред односно у Медулинском заливу 1 км североистично од острва Цеје и око 2 км јужно од рта Каштеја на полуостврву Каштел код Медулина. Површина Бодулаша износиоси 0,125 км². Дужина обалске линије је 1,42 км.. Највиши врх на острву је висок 7 метара.